# Liste der Monuments historiques in Folgensbourg
Die Liste der Monuments historiques in Folgensbourg führt die Monuments historiques in der französischen Gemeinde Folgensbourg auf.

## Liste der Objekte
| Bezeichnung | Beschreibung | Standort                     | Kennzeichnung | Schutzstatus | Datum | Bild |
| ----------- | --- | ---------------------------- | ------------- | ------------ | ----- | ---- |
| Seitenaltar | Altartisch, Retabel und zwei Gemälde; Holz, farbig gefasst, sowie Ölfarbe auf Leinwand, um 1735, von Jacob Carl Stauder | in der Kirche St-Gall (Lage) | PM68000069    | Classé       | 1976  |      |